# سبارك أرينا
سبارك أرينا (بالإنجليزية: Spark Arena)‏ هي ساحة متعددة الأغراض في أوكلاند، نيوزيلندا.